# Mezzosoprano dramática
Mezzosoprano dramática es una voz que se caracteriza por un registro medio fuerte y un registro alto cálido, tiene mayor amplitud y potencia, así como un timbre más oscuro que la mezzosoprano lírica y la ligera pero con menor agilidad que esta última. Su rango vocal aproximado va del sol por debajo del do central al si, dos octavas por arriba del do central. La mezzosoprano dramática puede cantar por encima de una orquesta y un coro con facilidad y fue utilizada a menudo en la ópera del siglo XIX para interpretar mujeres mayores, madres, brujas y personajes malvados. Verdi escribió muchos papeles para esta voz en el repertorio italiano y también hay algunos buenos papeles en la literatura francesa, sin embargo, la mayoría de estos roles se encuentran dentro del Repertorio Romántico Alemán de compositores como Wagner y Strauss. La mezzosoprano dramática puede interpretar en ocasiones papeles para la mezzosoprano lírica.

## Roles para mezzosoprano dramática en óperas y operetas[2]
- Azucena, Il trovatore (Verdi)
- Amneris, Aida (Verdi)
- Ulrica, Un ballo in maschera (Verdi)
- Brangäne, Tristan und Isolde (Wagner)
- La condesa, La dama de picas (Chaikovski)
- Dalila, Samson et Dalila (Saint-Saëns)
- Dido, Les Troyens (Berlioz)
- Eboli, Don Carlos (Verdi)
- Herodias, Salomé (ópera) (Richard Strauss)
- La bruja, Hänsel und Gretel (Humperdinck)
- Judith, Bluebeard's Castle (Bartók)(también interpretada por una soprano dramática)
- Kundry, Parsifal (Wagner) (también interpretada por una soprano dramática)
- Venus, Tannhäuser (Richard Wagner)
- Fricka, Das Rheingold, Die Walküre (Richard Wagner)
- Waltraud, Die Walküre, Götterdämmerung (Richard Wagner)
- Klytemnästra, Elektra (Richard Strauss)
- La Nodriza, Die Frau ohne Schatten (Richard Strauss)
- Laura, La Gioconda (Ponchielli)
- Marina, Borís Godunov (Músorgski)
- Madre, Hänsel und Gretel (Humperdinck)
- Ortrud, Lohengrin  (Wagner)
- Princesa de Bouillon, Adriana Lecouvreur (Cilea)